# Jauhienij Abramienka
Jauhienij Siarhiejewicz Abramienka (biał.: Яўгеній Сяргеевіч Абраменка; ros.: Евгений Сергеевич Абраменко, Jewgienij Siergiejewicz Abramienko; ur. 26 lutego 1987 w Witebsku) – białoruski biathlonista, mistrz świata juniorów w biegu indywidualnym, brązowy medalista mistrzostw świata juniorów w sztafecie. Uczestnik Zimowych Igrzysk Olimpijskich 2010.

## Osiągnięcia

### Igrzyska olimpijskie
| 2010 Vancouver/Whistler (Kanada)   | 58. miejsce (IN), 49. miejsce (SP), 40. miejsce (PU), 11. miejsce (RL)  |
| 2014 Soczi/Krasnaja Polana (Rosja) | 52. miejsce (IN), 56. miejsce (SP), 51. miejsce (PU), 11. miejsce (RM), |

### Mistrzostwa świata
| 2009 P'yŏngch'ang (Korea Południowa) | 85. miejsce (SP), 19. miejsce (RL)                   |
| 2011 Chanty-Mansyjsk (Rosja)         | 26. miejsce (IN), 86. miejsce (SP), 13. miejsce (RL) |
| 2012 Ruhpolding (Niemcy)             | 49. miejsce (IN), 11. miejsce (RL)                   |
| 2013 Nove Mesto (Czechy)             | 64. miejsce (SP), 15. miejsce (RL)                   |

### Puchar Świata
| Sezon     | Miejsce |
| --------- | ------- |
| 2008/2009 | 107     |
| 2009/2010 | 70      |
| 2010/2011 | 52      |
| 2011/2012 | 87      |

### Mistrzostwa świata juniorów
| 2005 Kontiolahti (Finlandia) | 14. miejsce (IN), 4. miejsce (SP), 11. miejsce (PU), 8. miejsce (RL)   |
| 2006 Presque Isle (USA)      | 20. miejsce (IN), 25. miejsce (SP), 24. miejsce (PU), 3. miejsce (RL)  |
| 2007 Martello (Włochy)       | 1. miejsce (IN), 35. miejsce (SP), 31. miejsce (PU), 4. miejsce (RL)   |
| 2008 Ruhpolding (Niemcy)     | 20. miejsce (IN), 18. miejsce (SP), 18. miejsce (PU), 11. miejsce (RL) |

### Mistrzostwa Europy
| 2006 Langdorf-Arberse (Niemcy) | 6. miejsce (IN), 8. miejsce (SP), 10. miejsce (PU), 6. miejsce (RL)  |
| 2007 Bansko (Bułgaria)         | 13. miejsce (IN), 20. miejsce (SP), DNS (PU), 4. miejsce (RL)        |
| 2008 Nove Mesto (Czechy)       | 6. miejsce (IN), 14. miejsce (SP), 12. miejsce (PU), 4. miejsce (RL) |